# Себино (Николаевская область)
Себино (укр. Себине) — село в Новоодесском районе Николаевской области Украины. Прежние названия — Куцый Еланец, Себеное.
Население по переписи 2001 года составляло 1495 человек. Почтовый индекс — 56653. Телефонный код — 5167. Занимает площадь 2,942 км².

## История
Себино (Куцый Еланец, Себеное, Себиной) основано во второй половине XVIII века. Официальным годом основания считается 1792 год.
Императрица Екатерина II повелела своим указом от 22 марта 1764 года создать на запорожских землях губернию с уездами и двумя провинциями, назвав её Новороссийской. Узнав о таком указе, Запорожская казачья войсковая старшина со своей стороны стала заселять дикие места левобережного Прибужья своих вольностей и привлекать новых поселенцев — валахов, болгар, сербов, молдаван, албанцев, — к возделыванию земли. С этого времени вместе с населением увеличилось число слобод и зимовников.
По нижнему течению Буга в 1772 году числилось зимовников по Бугу — 7, Сухому Еланцу — 1, Куцому Еланцу — 1. Это оседлое население положило основание села Себино (старые названия — Куций Еланец, Себиной), сведения о котором за 1787 год даёт Полное Собрание законов «Вербованного казачьего полка в селах»: «Себиной (Куций Еланец) церкви нет, 32 двора, 60 душ мужского пола, 1 староста и 1 десятский». А вот на генеральной карте Новороссийской губернии, составленной российским геодезистом и картографом Иваном Испеневым с 1766 по 1779 годы, указывались села, слободы, хутора, которые имели храмы. На берегах Южного Буга: Великая Коса (Варваровка), Матвеевка, Баловное, Константиновка, Себино, Новопетровка, Касперовка и др.
После ликвидации Запорожской Сечи царское правительство в 1776 г. разместило вдоль Южного Буга один из пикинёрных полков, сформированный из бывших запорожских казаков. В 1783 г. после ликвидации пикинёрных полков Себино, как и другие близлежащие села, административно было подчинена начальнику Бугского казацкого войска.
В составе Бугского егерского корпуса под командованием М. И. Кутузова жители села участвовали в русско-турецкой войне 1787—1791 гг. В 1797 году Бугское войско было ликвидировано, а казаки переведены на положение государственных крестьян. С 1803 года, когда Бугское казацкое войско восстановили, казаки принимали активное участие в Отечественной войне 1812 года. В 1817 году жители Себина, как и других станиц Бугского войска, были превращены в военных поселенцев. В том же году они поддержали восстание бугских казаков, происшедшее в Соколах (ныне город Вознесенск). Восстание длилось три месяца и было подавлено силой оружия.
Советская власть установлена в январе 1918 г. В марте 1918 г. Себино захватили германо-австрийские войска. Они преследовали сторонников Советской власти и жестоко расправлялись с ними. Они вывозили награбленное у населения имущество, скот, хлеб и другие продукты. После изгнания их из Себино в марте 1919 г. вновь избранный Совет рабочих, крестьянских и красноармейских депутатов возглавил революционные преобразования в селе. В конце августа 1919 г. Себино захватили деникинцы. Они отбирали у крестьян скот, хлеб, одежду. Белогвардейцы замучили советских активистов А. Г. Витренко, В. И. Гетманцева, А. И. Игнатьева, и других, выданных местными кулаками.
В начале февраля 1920 г. войска 41-й стрелковой дивизии 14-й армии освободили Себино [507, л. 28]. В селе был создан волостной ревком во главе с А. П. Стройновым.
Первые партийная и комсомольская ячейки созданы в 1920 году.
13.08.1941 село Себино после боёв было оставлено Советскими войсками. В годы временной немецко-фашистской оккупации в селе действовала подпольная группа, входившая в подпольную организацию «Николаевский центр». Освобождали Себино от немецко-фашистских захватчиков с 18. 03. по 25. 03. 1944 г. войска 2 и 3-го Украинских фронтов.
На фронтах Великой Отечественной войны сражались 217 местных жителей, 185 из них удостоены наград, 144 — погибли. В 1977 г. установлена стела с именами павших односельчан, а в 1965 г. на могиле 105 советских воинов, отдавших жизнь в боях за освобождение села, — возведён памятник.

## География
Через всё село протекает река Сухой Еланец. Расположено на левом берегу реки Южный Буг, в 17 км к юго-востоку от районного центра и в 15 км от железнодорожной станции Баловное.
По состоянию на 1970-е годы в Себино находились отделение связи, АТС, сберегательная касса, средняя школа, фельдшерско-акушерский пункт, детский сад, общежитие. Были дом культуры с танцевальным и киноконцертным залом на 300 мест, две библиотеки с книжным фондом 16,1 тыс. экземпляров, пять магазинов, кафе, дом быта. С 1970 г. населенный пункт застраивался как экспериментально-показательный на юге Украины. Село газифицировано. Действует водопровод протяженностью 3,1 км, заасфальтировано 13,4 км дорог.
У села Себино обнаружены остатки трех поселений эпохи бронзы (II тысячелетие до н. э.).

## Местный совет
54123, Николаевская обл., Новоодесский р-н, с. Себино, ул. Ленина, 16; тел. 2-65-45.